# Atlétika a 2010. évi nyári ifjúsági olimpiai játékokon
A 2010. évi nyári ifjúsági olimpiai játékokon az atlétika versenyeinek Szingapúrban a Bishan Stadion adott otthont augusztus 17–19-e, valamint 21 és 23-a között. A fiúknál és a lányoknál is 18–18 versenyszámot rendeztek, így összesen 36 ifjúsági olimpiai bajnokot avattak ebben a sportágban.
Az előfutamokat és a selejtezőket augusztus 17–19-ig, a döntőket augusztus 21–23-ig rendezték.

## Éremtáblázat
Magyarország eltérő háttérszínnel kiemelve.
| A 2010. évi nyári ifjúsági olimpiai játékok éremtáblázata atlétikában | A 2010. évi nyári ifjúsági olimpiai játékok éremtáblázata atlétikában | A 2010. évi nyári ifjúsági olimpiai játékok éremtáblázata atlétikában | A 2010. évi nyári ifjúsági olimpiai játékok éremtáblázata atlétikában | A 2010. évi nyári ifjúsági olimpiai játékok éremtáblázata atlétikában | Olimpia  |
| --------------------------------------------------------------------- | --------------------------------------------------------------------- | --------------------------------------------------------------------- | --------------------------------------------------------------------- | --------------------------------------------------------------------- | -------- |
|                                                                       | Ország                                                                | Arany                                                                 | Ezüst                                                                 | Bronz                                                                 | Összesen |
| 1.                                                                    | Kenya (KEN)                                                           | 3                                                                     | 0                                                                     | 3                                                                     | 6        |
| 2.                                                                    | Oroszország (RUS)                                                     | 3                                                                     | 0                                                                     | 2                                                                     | 5        |
| 3.                                                                    | Kína (CHN)                                                            | 2                                                                     | 4                                                                     | 1                                                                     | 7        |
| 4.                                                                    | Etiópia (ETH)                                                         | 2                                                                     | 3                                                                     | 0                                                                     | 5        |
| –                                                                     | Nemzetek vegyes csapatai                                              | 2                                                                     | 2                                                                     | 2                                                                     | 6        |
| 5.                                                                    | Franciaország (FRA)                                                   | 2                                                                     | 1                                                                     | 0                                                                     | 4        |
|                                                                       | Kuba (CUB)                                                            | 2                                                                     | 1                                                                     | 0                                                                     | 3        |
| 7.                                                                    | Ukrajna (UKR)                                                         | 2                                                                     | 0                                                                     | 5                                                                     | 7        |
| 8.                                                                    | Németország (GER)                                                     | 2                                                                     | 0                                                                     | 2                                                                     | 4        |
| 9.                                                                    | Nigéria (NGR)                                                         | 2                                                                     | 0                                                                     | 1                                                                     | 3        |
|                                                                       | Svédország (SWE)                                                      | 2                                                                     | 0                                                                     | 1                                                                     | 3        |
| 11.                                                                   | Ausztrália (AUS)                                                      | 1                                                                     | 3                                                                     | 0                                                                     | 4        |
| 12.                                                                   | Egyesült Államok (USA)                                                | 1                                                                     | 2                                                                     | 3                                                                     | 6        |
| 13.                                                                   | Dél-afrikai Köztársaság (RSA)                                         | 1                                                                     | 1                                                                     | 1                                                                     | 3        |
| 14.                                                                   | Olaszország (ITA)                                                     | 1                                                                     | 1                                                                     | 0                                                                     | 2        |
|                                                                       | Brazília (BRA)                                                        | 1                                                                     | 1                                                                     | 0                                                                     | 2        |
| 16.                                                                   | Lengyelország (POL)                                                   | 1                                                                     | 0                                                                     | 2                                                                     | 3        |
| 17.                                                                   | Dominikai Köztársaság (DOM)                                           | 1                                                                     | 0                                                                     | 1                                                                     | 2        |
|                                                                       | Eritrea (ERI)                                                         | 1                                                                     | 0                                                                     | 1                                                                     | 2        |
| 19.                                                                   | Izrael (ISR)                                                          | 1                                                                     | 0                                                                     | 0                                                                     | 1        |
|                                                                       | Jamaica (JAM)                                                         | 1                                                                     | 0                                                                     | 0                                                                     | 1        |
|                                                                       | Argentína (ARG)                                                       | 1                                                                     | 0                                                                     | 0                                                                     | 1        |
|                                                                       | Spanyolország (ESP)                                                   | 1                                                                     | 0                                                                     | 0                                                                     | 1        |
|                                                                       |                                                                       |                                                                       |                                                                       |                                                                       |          |
| 23.                                                                   | Japán (JPN)                                                           | 0                                                                     | 4                                                                     | 0                                                                     | 4        |
| 24.                                                                   | Románia (ROU)                                                         | 0                                                                     | 2                                                                     | 0                                                                     | 2        |
|                                                                       | India (IND)                                                           | 0                                                                     | 2                                                                     | 0                                                                     | 2        |
| 26.                                                                   | Magyarország (HUN)                                                    | 0                                                                     | 1                                                                     | 1                                                                     | 2        |
|                                                                       | Svájc (SUI)                                                           | 0                                                                     | 1                                                                     | 1                                                                     | 2        |
| 28.                                                                   | Katar (QAT)                                                           | 0                                                                     | 1                                                                     | 0                                                                     | 1        |
|                                                                       | Bahama-szigetek (BAH)                                                 | 0                                                                     | 1                                                                     | 0                                                                     | 1        |
|                                                                       | Ecuador (ECU)                                                         | 0                                                                     | 1                                                                     | 0                                                                     | 1        |
|                                                                       | Új-Zéland (NZL)                                                       | 0                                                                     | 1                                                                     | 0                                                                     | 1        |
|                                                                       | Dánia (DEN)                                                           | 0                                                                     | 1                                                                     | 0                                                                     | 1        |
|                                                                       | Fehéroroszország (BLR)                                                | 0                                                                     | 1                                                                     | 0                                                                     | 1        |
|                                                                       | Ciprus (CYP)                                                          | 0                                                                     | 1                                                                     | 0                                                                     | 1        |
|                                                                       |                                                                       |                                                                       |                                                                       |                                                                       |          |
| 35.                                                                   | Nagy-Britannia (GBR)                                                  | 0                                                                     | 0                                                                     | 2                                                                     | 2        |
| 36.                                                                   | Bulgária (BUL)                                                        | 0                                                                     | 0                                                                     | 1                                                                     | 1        |
|                                                                       | Finnország (FIN)                                                      | 0                                                                     | 0                                                                     | 1                                                                     | 1        |
|                                                                       | Csehország (CZE)                                                      | 0                                                                     | 0                                                                     | 1                                                                     | 1        |
|                                                                       | Lettország (LAT)                                                      | 0                                                                     | 0                                                                     | 1                                                                     | 1        |
|                                                                       | Marokkó (MAR)                                                         | 0                                                                     | 0                                                                     | 1                                                                     | 1        |
|                                                                       | Uganda (UGA)                                                          | 0                                                                     | 0                                                                     | 1                                                                     | 1        |
|                                                                       | Görögország (GRE)                                                     | 0                                                                     | 0                                                                     | 1                                                                     | 1        |
|                                                                       |                                                                       |                                                                       |                                                                       |                                                                       |          |
| Összesen                                                              | Összesen                                                              | 36                                                                    | 36                                                                    | 36                                                                    | 108      |

## Érmesek

### Fiú
| Versenyszám                                     | Arany | Arany      | Ezüst | Ezüst       | Bronz | Bronz      |
| ----------------------------------------------- | --- | ---------- | --- | ----------- | --- | ---------- |
| 100 m Döntő: augusztus 21., 21:10               | Odane Skeen · Jamaica (JAM) | 10.42 PB   | Masaki Nashimoto · Japán (JPN) | 10.51 PB    | David Bolarinwa · Nagy-Britannia (GBR) | 10.51      |
| 200 m Döntő: augusztus 22., 21:15               | Xie Zhenye · Kína (CHN) | 21.22      | Keisuke Homma · Japán (JPN) | 21.27       | Patrick Domogala · Németország (GER) | 21.36      |
| 400 m Döntő: augusztus 21., 10:08               | Luguelín Santos · Dominikai Köztársaság (DOM) | 47.11      | Ruan Greyling · Dél-afrikai Köztársaság (RSA) | 47.22 PB    | Alfas Kishoyan · Kenya (KEN) | 47.24 PB   |
| 1000 m Döntő: augusztus 22., 10:20              | Mohammed Geleto · Etiópia (ETH) | 2:19.54 PB | Hamza Driouch · Katar (QAT) | 2:21.25     | Charlie Grice · Nagy-Britannia (GBR) | 2:21.85 PB |
| 3000 m Döntő: augusztus 22., 20:20              | Abrar Osman · Eritrea (ERI) | 8:07.24    | Fekru Jebesa · Etiópia (ETH) | 8:08.53     | Hicham Sigueni · Marokkó (MAR) | 8:08.55 SB |
| 110 m gát Döntő: augusztus 21., 19:54           | Nicholas Hough · Ausztrália (AUS) | 13.37 PB   | Dongqiang Wang · Kína (CHN) | 13.41 PB    | Jussi Kanervo · Finnország (FIN) | 13.53 PB   |
| 400 m gát Döntő: augusztus 23., 19:40           | Lara Norge Sotomayor · Kuba (CUB) | 50.69      | Kumar Durgesh · India (IND) | 50.81 PB    | Williem Mbevi Mutunga · Kenya (KEN) | 51.23 PB   |
| 2000 m akadályfutás Döntő: augusztus 23., 20:15 | Peter Matheka Mutuku · Kenya (KEN) | 5:37.63 PB | Habtamu Fayisa · Etiópia (ETH) | 5:39.10     | Zakaria Kiprotich · Uganda (UGA) | 5:41.25 PB |
| 10 km gyaloglás Döntő: augusztus 22., 19:05     | Igor Lyashchenko · Ukrajna (UKR) | 42:43.93   | Oscar Villavicencio · Ecuador (ECU) | 43:46.00 PB | Pavel Parshin · Oroszország (RUS) | 44:18.04   |
| Vegyes váltó Döntő: augusztus 23., 21:00        | Amerika · Caio dos Santos · Brazília (BRA) · Odane Skeen · Jamaica (JAM) · Najee Glass · Egyesült Államok (USA) · Luguelín Santos · Dominikai Köztársaság (DOM) | 1:51.38    | Európa · David Bolarinwa · Nagy-Britannia (GBR) · Tomasz Kluczynski · Lengyelország (POL) · Marco Lorenzi · Olaszország (ITA) · Nikita Uglov · Oroszország (RUS) | 1:52.11     | Óceánia · Lepani Naivalu · Fidzsi-szigetek (FIJ) · John Rivan · Pápua Új-Guinea (PNG) · Nicholas Hough · Ausztrália (AUS) · Raheen Williams · Ausztrália (AUS) | 1:52.71    |
| Diszkoszvetés Döntő: augusztus 21., 20:15       | Jacques Du Plessis · Dél-afrikai Köztársaság (RSA) | 63.94 PB   | Arjun · India (IND) | 62.52       | Jaromir Mazgal · Csehország (CZE) | 60.31      |
| Súlylökés Döntő: augusztus 22., 20:30           | Krzysztof Brzozowski · Lengyelország (POL) | 23.23 WYB  | Jackson Gill · Új-Zéland (NZL) | 22.60 PB    | Dennis Lewke · Németország (GER) | 21.22 PB   |
| Kalapácsvetés Döntő: augusztus 23., 20:10       | Liu Binbin · Kína (CHN) | 73.99 PB   | Alexandros Poursanidis · Ciprus (CYP) | 70.30       | Töreky Balázs · Magyarország (HUN) | 70.13      |
| Gerelyhajítás Döntő: augusztus 22., 19:00       | Braian Toledo · Argentína (ARG) | 81.78      | Devin Bogert · Egyesült Államok (USA) | 76.88 PB    | Intars Isejevs · Lettország (LAT) | 74.23 PB   |
| Rúdugrás Döntő: augusztus 23., 19:05            | Didac Salas · Spanyolország (ESP) | 5.05 PB    | Thiago Da Silva · Brazília (BRA) | 5.05 PB     | T.Chrysanthopoulos · Görögország (GRE) | 4.95 PB    |
| Magasugrás Döntő: augusztus 21., 19:35          | Dimitry Kroytor · Izrael (ISR) | 2.19       | Brandon Starc · Ausztrália (AUS) | 2.19 PB     | Viktor Csernysh · Ukrajna (UKR) | 2.17 PB    |
| Távolugrás Döntő: augusztus 22., 10:00          | Caio dos Santos · Brazília (BRA) | 7.69       | Sho Matsubara · Japán (JPN) | 7.65 PB     | Rudolph Pienaar · Dél-afrikai Köztársaság (RSA) | 7.53 PB    |
| Hármasugrás Döntő: augusztus 23., 19:45         | Radame Fabar Sanchez · Kuba (CUB) | 16.37 PB   | Fu Haitao · Kína (CHN) | 16.14 PB    | Georgi Tsonov · Bulgária (BUL) | 15.80      |

### Lány
| Versenyszám                                     | Arany | Arany       | Ezüst | Ezüst       | Bronz | Bronz      |
| ----------------------------------------------- | --- | ----------- | --- | ----------- | --- | ---------- |
| 100 m Döntő: augusztus 21., 20:50               | Josephine Omaka · Nigéria (NGR) | 11.58       | Myasia Jacobs · Egyesült Államok (USA) | 11.64       | Fany Chalas · Dominikai Köztársaság (DOM) | 11.65 SB   |
| 200 m Döntő: augusztus 22., 10:49               | Nkiruka Florence Nwakwe · Nigéria (NGR) | 23.46 PB    | Tynia Gaither · Bahama-szigetek (BAH) | 23.68 PB    | Olivia Ekpone · Egyesült Államok (USA) | 23.75 PB   |
| 400 m Döntő: augusztus 21., 20:28               | Robin Reynolds · Egyesült Államok (USA) | 52.57 SB    | Bianca Razor · Románia (ROU) | 53.10       | Bukola Abogunloko · Nigéria (NGR) | 53.47      |
| 1000 m Döntő: augusztus 23., 10:15              | Tizita Ashame · Etiópia (ETH) | 2:43.24 PB  | Andrina Schlaepfer · Svájc (SUI) | 2:43.84     | Damaris Muthee · Kenya (KEN) | 2:45.42 PB |
| 3000 m Döntő: augusztus 22., 20:05              | Gladys Chesir · Kenya (KEN) | 9:13.58 PB  | Moe Kyuma · Japán (JPN) | 9:23.70     | Aikaterini Berdousi · Görögország (GRE) | 9:37.56 PB |
| 100 m gát Döntő: augusztus 21., 09:34           | Ekaterina Bleskina · Oroszország (RUS) | 13.34       | Michelle Jenneke · Ausztrália (AUS) | 13.46 PB    | Noemi Zbaeren · Svájc (SUI) | 13.50      |
| 400 m gát Döntő: augusztus 23., 10:50           | Aurelie Chaboudez · Franciaország (FRA) | 58.41 PB    | Stina Troest · Dánia (DEN) | 58.88 PB    | Olena Kolesnychenko · Ukrajna (UKR) | 59.25      |
| 2000 m akadályfutás Döntő: augusztus 23., 19:55 | Virginia Nyambura · Kenya (KEN) | 6:29.97 PB  | Tsehynesh Tsenga · Etiópia (ETH) | 6:37.81     | Oksana Raita · Ukrajna (UKR) | 6:41.49 PB |
| 5 km gyaloglás Döntő: augusztus 21., 19:00      | Anna Clemente · Olaszország (ITA) | 22:27.38 PB | Yanxue Mao · Kína (CHN) | 22:29.42 PB | Nadezda Leontyeva · Oroszország (RUS) | 22:35.05   |
| Vegyes váltó Döntő: augusztus 23., 20:40        | Amerika · Myasia Jacobs · Egyesült Államok (USA) · Tynia Gaither · Bahama-szigetek (BAH) · Rashan Brown · Bahama-szigetek (BAH) · Robin Reynolds · Egyesült Államok (USA) | 2:05.62     | Afrika · Josephine Omaka · Nigéria (NGR) · Nkiruka Florence Nwakwe · Nigéria (NGR) · Izelle Neuhoff · Dél-afrikai Köztársaság (RSA) · Bukola Abogunloko · Nigéria (NGR) | 2:06.19     | Európa · Annie Tagoe · Nagy-Britannia (GBR) · Anna Bongiorni · Olaszország (ITA) · Sonja Mosler · Németország (GER) · Bianca Razor · Románia (ROU) | 2:07.59    |
| Diszkoszvetés Döntő: augusztus 21., 19:00       | Shanice Craft · Németország (GER) | 55.49 PB    | Váradi Krisztina · Magyarország (HUN) | 49.92       | Heidi Schmidt · Svédország (SWE) | 47.57 PB   |
| Súlylökés Döntő: augusztus 22., 19:10           | Natalia Troneva · Oroszország (RUS) | 15.66 PB    | Gu Siyu · Kína (CHN) | 15.49       | Anna Wloka · Lengyelország (POL) | 15.48      |
| Kalapácsvetés Döntő: augusztus 23., 19:00       | Alexia Sedykh · Franciaország (FRA) | 59.08       | Alena Navahrodskaya · Fehéroroszország (BLR) | 57.34       | Youlian Xia · Kína (CHN) | 56.62      |
| Gerelyhajítás Döntő: augusztus 22., 20:15       | Kateryna Derun · Ukrajna (UKR) | 54.59 PB    | Lismania Munoz Barcelay · Kuba (CUB) | 52.40       | Hannah Carson · Egyesült Államok (USA) | 50.64      |
| Rúdugrás Döntő: augusztus 21., 19:15            | Angelica Bengtsson · Svédország (SWE) | 4.30        | Elizabeth Parnov · Ausztrália (AUS) | 4.25        | Ganna Shelekh · Ukrajna (UKR) | 4.20       |
| Magasugrás Döntő: augusztus 22., 19:20          | Maria Kuchina · Oroszország (RUS) | 1.89        | Alessia Trost · Olaszország (ITA) | 1.86        | Aneta Rydz · Lengyelország (POL) | 1.79 PB    |
| Távolugrás Döntő: augusztus 21., 19:10          | Lena Malkus · Németország (GER) | 6.40        | Alina Rotaru · Románia (ROU) | 6.38        | Le'Tristan Pledger · Egyesült Államok (USA) | 6.17 PB    |
| Hármasugrás Döntő: augusztus 23., 09:40         | Khadijatou Sagnia · Svédország (SWE) | 13.56 PB    | Sokhna Galle · Franciaország (FRA) | 13.04       | Ganna Aleksandrova · Ukrajna (UKR) | 12.64      |

- PB: Personal Best – egyéni legjobb eredmény